# باشگاه فوتبال ساوت پارک
باشگاه فوتبال ساوت پارک (به انگلیسی: South Park Football Club) یک باشگاه فوتبال در شهر ساوت پارک، ساری، کشور انگلستان است که در سال ۱۸۹۷ میلادی تأسیس شده‌است.